# 川上緑桜
川上 緑桜（かわかみ ろくおう、1930年4月13日 - 2006年1月9日）は大阪市出身の写真家。白鷺の写真で知られる。
日本写真家協会、U.S.A イメージバンク、全米写真家協会の各会員で、二科会写真部会友や全日本写真連盟本部委員、写壇地懐社代表などを歴任した。

## 経歴
1959年より写真活動を開始して、1976年に富士フォトコンテストグランプリ受賞記念個展を全国で開催以降は写真家として活躍し、同年にアメリカの写真誌「モダンフォトグラフィー」や1981年にイタリアの雑誌「Airone」に白鷺の写真が特集されるなど、海外でも注目を受けた。
2006年1月9日、腹膜炎のため死去。
コピーライターの川上徹也は長男。

## 著書
- 『自然の中のアーチストたち』京都書院、1986年
- 『白鷺讃歌』日本カメラ社、1988年
- 『白鷺』京都書院、1991年
- 『母なる大地アフリカ』東方出版、1994年
- 『白鷺幻想』東方出版、1995年